# Learjet 28
Learjet 28 – amerykański dwusilnikowy samolot dyspozycyjny produkowany w latach 1977–1982 przez spółkę Learjet. Maszyna produkowana była w dwóch wersjach. Learjet 28 nie wzbudził zainteresowania na rynku, wybudowano tylko dziewięć samolotów.

## Historia
Learjet 28 został zaprojektowany jako szybki odrzutowiec dyspozycyjny, mający zastąpić model Learjet 25. Oblot odbył się 24 sierpnia 1974 roku. 29 lipca tego samego roku samolot został certyfikowany przez Federalną Administrację Lotnictwa (FAA). Stworzono dwie wersje maszyny – Learjet 28 oraz Learjet 29 mający dodatkowe zbiorniki paliwa, co skutkowało zmniejszeniem liczby miejsc w samolocie do sześciu, dla dwóch członków załogi i czterech pasażerów. Pod względem wyglądu zewnętrznego jak i podzespołów obie maszyny są praktycznie takie same. Produkcja seryjna rozpoczęła się w 1977 roku i trwała aż do 1982 roku, jednak przez ten okres wyprodukowano tylko pięć Learjetów 28 oraz cztery Learjety 29. Oba modele zostały zastąpione przez modele Learjet 31 oraz Learjet 35. Samolot nie odniósł sukcesu rynkowego, czego powodem były głównie silniki, które zużywały duże ilości paliwa oraz generowały wysoki poziom hałasu. Dodatkowo 31 grudnia 2015 roku samolot został ponownie certyfikowany. Learjety 28/29, aby dalej latać w Stanach Zjednoczonych, zostały wyposażone w specjalne zestawy wygłuszające lub zmodyfikowane silniki generujący normy hałasu dopuszczone przez FAA.
Learjet 28 był pierwszym seryjnie produkowanym samolotem odrzutowym firmy Learjet, w którym zastosowano winglety na końcach skrzydeł.

## Konstrukcja
Learjet 28 to lekki, dwusilnikowy samolot dyspozycyjny ze skrzydłami w układzie dolnopłatu i usterzeniu ogonowym, którego statecznik pionowy i poziomy jest kształcie litery „T”. Samolot dysponuje trójkołowym podwoziem, które chowane jest w locie. Przednie koło chowane jest do nosa kadłuba, zaś dwa pozostałe w skrzydłach, blisko kadłuba. Silniki znajdują się w gondolach, które przyczepione są do kadłuba między skrzydłami a częścią ogonową samolotu. Napęd stanowią dwa silniki turboodrzutowe General Electric CJ-610-8A, które generowały ciąg 13,1 kN każdy. Załogę stanowiło dwóch pilotów. Samolot był w stanie zabrać do kabiny pasażerskiej od sześciu do ośmiu pasażerów. Learjet 29 zabierał na pokład dwóch pilotów i czterech pasażerów, co spowodowane było umiejscowieniem w kadłubie dodatkowych zbiorników paliwa. Zasięg wersji Learjet 29 wynosił około 2870 km.